# Día Internacional para la Prevención del Extremismo Violento cuando Conduzca al Terrorismo
El Día Internacional para la Prevención del Extremismo Violento cuando Conduzca al Terrorismo es una jornada que intenta sensibilizar y conducir a la acción, se celebra anualmente el 12 de febrero desde 2016, establecida por la Asamblea General de las Naciones Unidas en 2022.

## Proclamación
La Asamblea General de las Naciones Unidas y  la Oficina de Lucha contra el Terrorismo de las Naciones Unidas en base a previas resoluciones y acuerdos, proclamó el 20 de dic de 2022 el Día Internacional para la Prevención del Extremismo Violento cuando Conduzca al Terrorismo, con el objetivo de concienciar sobre las amenazas vinculadas al extremismo violento y mejorar la cooperación internacional en este aspecto. Este día refleja el compromiso global de combatir y prevenir el extremismo violento, destacando la responsabilidad de los Estados miembros, la sociedad civil, el mundo académico, líderes religiosos y los medios en este esfuerzo.

## Celebración
Se celebra anualmente el 12 de febrero, elegido para promover la conciencia y la acción global en contra del extremismo violento que puede llevar al terrorismo. La fecha marca el aniversario de la presentación del Plan de Acción para Prevenir el Extremismo Violento por el Secretario General de las Naciones Unidas el 15 de enero de 2016,y la posterior adopción de la resolución por la Asamblea General el 12 de febrero de 2016. La elección de esta fecha simboliza la adopción internacional de un enfoque proactivo y preventivo contra el extremismo violento.